# Benedetto Vertecchi
Benedetto Vertecchi (Cascia, 1º maggio 1944) è un pedagogista italiano.
È stato presidente dell'Istituto INVALSI dalla sua creazione al 2001.

## Biografia
Iscritto alla Facoltà di lettere dell'Università degli Studi di Roma "La Sapienza", nel 1968 conseguì la laurea con lode in filosofia; nella stessa Facoltà il primo novembre 1970 divenne assistente ordinario di pedagogia.
Fu incaricato nel 1974 di insegnare pedagogia all'Università degli Studi di Sassari e nel 1975 di tenere l'insegnamento di docimologia alla Facoltà di magistero della Sapienza. Nel 1980 fu designato professore straordinario di pedagogia all'Università degli Studi di Ferrara, della cui Facoltà di magistero fu nominato preside nel 1981.
Nel 1982 tornò alla Sapienza in qualità di professore ordinario alla cattedra di «Teoria e storia della didattica» della Facoltà di magistero. Successivamente è stato chiamato dalla Facoltà di scienze della formazione dell'Università degli Studi Roma Tre come professore ordinario alla cattedra di pedagogia sperimentale.
Nel gennaio del 1997 fu nominato presidente del Centro europeo dell'educazione, conservando tale carica anche con la trasformazione del centro in Istituto INVALSI; si dimise da quel ruolo il quattro settembre 2001, poiché in disaccordo con le posizioni di politica scolastica tenute dal governo Berlusconi II.
È stato direttore delle riviste scientifiche specializzate Istruzione a distanza e Cadmo e ha diretto collane editoriali de La Nuova Italia, Lisciani e Giunti, Paravia, Seam Edizioni e FrancoAngeli.
Il primo novembre 2014 è stato collocato a riposo per sopraggiunti limiti d'età e il dieci maggio 2017 è stato nominato professore emerito.

## Attività scientifica
La sua attività scientifica si è rivolta a cinque ambiti: la progettazione didattica, la docimologia, la ricerca sperimentale, la tecnologia dell'educazione e l'istruzione a distanza.
Nella ricerca didattica si è concentrato sull'individualizzazione dell'offerta formativa, sviluppando un'interpretazione della didattica come mediazione tra cultura e caratteristiche del soggetto che impara. In docimologia ha introdotto in Italia il concetto di funzione formativa della valutazione e l'ipotesi scientifica della valutazione analogica.

## Opere
- Roberto Maragliano e Benedetto Vertecchi, Piccolo dizionario delle tecnologie educative, Torino, Loescher, 1974.
- Maria Corda Costa, Benedetto Vertecchi e Aldo Visalberghi, Orientamenti per la sperimentazione didattica, Torino, Loescher, 1975.
- Bruna Bianchi Valentini, Giovanni D'Andrea, Roberto Maragliano e Benedetto Vertecchi, La scuola e l'alunno, Firenze, La Nuova Italia, 1976.
- Benedetto Vertecchi, Valutazione formativa, Torino, Loescher, 1976.
- Roberto Maragliano e Benedetto Vertecchi, La programmazione didattica, Roma, Editori Riuniti, 1977.
- Benedetto Vertecchi, La qualità dell'istruzione, Torino, Loescher, 1978.
- Roberto Maragliano e Benedetto Vertecchi, La valutazione nella scuola di base, Roma, Editori Riuniti, 1978.
- Roberto Maragliano e Benedetto Vertecchi, La difficoltà di fare scuola, Roma, Editori Riuniti, 1979.
- Benedetto Vertecchi, Stefano Gensini e Lucilla Cannizzaro, Il libro della terza media, Firenze, La Nuova Italia, 1983.
- Benedetto Vertecchi, Le parole della nuova scuola, Milano, Fabbri Editori, 1983.
- Benedetto Vertecchi, Il libro della prima media, Firenze, La Nuova Italia, 1984.
- Benedetto Vertecchi, Manuale della valutazione, Roma, Editori Riuniti, 1984.
- Franco Frabboni, Roberto Maragliano e Benedetto Vertecchi, Pedagogia e didattica dei nuovi programmi per la scuola elementare, Firenze, La Nuova Italia, 1984.
- Franco Frabboni, Roberto Maragliano e Benedetto Vertecchi, Una cultura per l'infanzia, Firenze, La Nuova Italia, 1986.
- Franco Frabboni, Roberto Maragliano e Benedetto Vertecchi, Il gioco, Firenze, La Nuova Italia, 1986.
- Alessandra Briganti e Benedetto Vertecchi, Il laboratorio di letteratura, Firenze, La Nuova Italia, 1986.
- Roberto Maragliano e Benedetto Vertecchi, Leggere, scrivere, far di conto, Roma, Editori Riuniti, 1986.
- Franco Frabboni, Roberto Maragliano e Benedetto Vertecchi, Il cielo, Firenze, La Nuova Italia, 1987.
- Franco Frabboni, Roberto Maragliano e Benedetto Vertecchi, La scrittura, Firenze, La Nuova Italia, 1987.
- Benedetto Vertecchi, Scolarizzazione e selezione, Teramo, Giunti & Lisciani, 1989.
- Benedetto Vertecchi, La didattica tra certezza e probabilità, Firenze, La Nuova Italia, 1990.
- Benedetto Vertecchi, Interpretazione della didattica, Firenze, La Nuova Italia, 1990.
- Benedetto Vertecchi, Introduzione alla ricerca didattica, Firenze, La Nuova Italia, 1991.
- Benedetto Vertecchi, Origini e sviluppi della docimologia, Teramo, Giunti & Lisciani, 1991.
- Benedetto Vertecchi, Ambienti per la tecnologia dell'istruzione, con la collaborazione di Luciano Cecconi e Mauro La Torre, Napoli, Tecnodid, 1992.
- Benedetto Vertecchi, Avviamento alla letteratura dello sperimentalismo didattico, con la collaborazione di Emma Nardi, Teresa Russo Agresti e Vega Scalera, Firenze, La Nuova Italia, 1992.
- Benedetto Vertecchi, Come analizzare i dati valutativi, Firenze, La Nuova Italia, 1992.
- Benedetto Vertecchi, La decisione didattica, Firenze, La Nuova Italia, 1992.
- Luigia Acciaroli e Benedetto Vertecchi, L'espressione dei giudizi, Petriccione, Giunti & Lisciani, 1992.
- Benedetto Vertecchi, Progetti ed esperimenti, Firenze, La Nuova Italia, 1992.
- Benedetto Vertecchi, Quantità e qualità nella ricerca didattica, Firenze, La Nuova Italia, 1992.
- Benedetto Vertecchi, Valutare la qualità dell'istruzione, Firenze, La Nuova Italia, 1992.
- Benedetto Vertecchi, La valutazione, Firenze, La Nuova Italia, 1992.
- Benedetto Vertecchi, Decisione didattica e valutazione, Firenze, La Nuova Italia, 1993.
- Benedetto Vertecchi, Per insegnare nella nuova scuola elementare, Teramo, Giunti & Lisciani, 1993.
- Benedetto Vertecchi, Mauro La Torre e Emma Nardi, Valutazione analogica e istruzione individualizzata, Firenze, La Nuova Italia, 1994.
- Benedetto Vertecchi, La suocera di Gutenberg, Napoli, Tecnodid, 1995.
- Benedetto Vertecchi, L'archivio docimologico per l'autovalutazione delle scuole, presentazione di Luigi Berlinguer, Milano, FrancoAngeli, 1999.
- Benedetto Vertecchi, La scuola italiana da Casati a Berlinguer, con la collaborazione di Pietro Lucisano, Emma Nardi e Ignazio Volpicelli, Milano, FrancoAngeli, 2001.
- Benedetto Vertecchi, Le parole della scuola, Firenze, La Nuova Italia, 2002.
- Benedetto Vertecchi, Le sirene di Malthus, Roma, Anicia, 2004.
- Vittoria Gallina e Benedetto Vertecchi, La cultura degli adulti, Milano, FrancoAngeli, 2006.
- Benedetto Vertecchi, La scuola disfatta, Milano, FrancoAngeli, 2006.
- Benedetto Vertecchi e Gabriella Agrusti, Laboratorio di valutazione, Roma-Bari, Editori Laterza, 2008.
- Benedetto Vertecchi, Gabriella Agrusti e Bruno Losito, Origini e sviluppi della ricerca valutativa, Milano, FrancoAngeli, 2010.
- Benedetto Vertecchi, Parole per la scuola, Milano, FrancoAngeli, 2012.
- Benedetto Vertecchi, I bambini e la scrittura, Milano, FrancoAngeli, 2016.
- Benedetto Vertecchi, A distanza, Roma, Anicia, 2021.
- Benedetto Vertecchi e Vincenzo Bonazza, Ripensare la scuola, Roma, Anicia, 2022.
- Benedetto Vertecchi e Vincenzo Bonazza, Chi insegna chi apprende, Roma, Anicia, 2024.